# Höstens sista blomma
Höstens sista blomma är ett album av Hasse Andersson, släppt 1983. Det placerade sig som högst på 12:e plats på försäljningslistan för album i Sverige.

## Låtlista
1. Höstens sista blomma
2. Hästhandlaren
3. Sommar i stan
4. Utvikta Susanne
5. Den stora sanna kärleken (duett Med Christina Lindberg)
6. Zabbadoo
7. Nattcafé
8. Bommat och stängt
9. När skönheten kom...
10. Ponnies
11. Outro 3